# Sinciménica
El término 'sincinémica' (Syncimenique) fue traído a la ciencia moderna por André Marie Ampère (1775-1836) en la segunda parte de su Ensayo sobre filosofía de las ciencias, publicado entre 1834 y 1843. Discípulo de Kant, o al menos con influencias de este autor, fue profesor de física en la Escuela Politécnica y en el "Collège de France". Es más conocido por su contribución en el campo del electromagnetismo. Su apellido da nombre a la unidad eléctrica de la fuerza de una corriente. 
Junto a sus aportaciones al ámbito de la física, Ampère, como recoge también el Diccionario Ferrater Mora de Filosofía, en la obra citada sobre estas líneas afirma haber pretendido "aplicar a la psicología el método tan bien aprobado en las ciencias físicas después de siglos". En este sentido su clasificación obedecería a un examen psicológico. Además, de la lectura del Ensayo se sigue que, en algunos casos, este autor venía a recuperar términos procedentes del griego para asignárselos a disciplinas o ramas de la ciencia que hasta ese momento no habían sido establecidas o cuyo objeto podía diferir. Algunos de los incluidos en este artículo responden a esa característica; 'sincinémica' es uno de ellos. 
En la clasificación de las ciencias de Ampère, la Sincinémica forma parte de las ciencias noológicas que integran la Política. En concreto es una de las ciencias de segundo orden, junto a la Política propiamente dicha, y está compuesta a su vez por la Ethnodicea y la Diplomacia, estas dos definidas como de tercer orden. Nótese que la Política propiamente dicha la constituyen la Cibernética y la Teoría del poder.
Centrándonos en las que componen la Sincinémica, Ampère viene a referirse con Ethnodicea al Derecho Internacional, matizándolo como sigue: "la parte de la política dada inmediatamente por la simple lectura de los tratados y las convenciones, es decir el punto de vista autóptico del objeto especial de la política". En cuanto a la Diplomacia, se extiende al campo de los acuerdos de carácter internacional y comprendería "el conocimiento de todas las circunstancias que han hecho nacer los usos, los tratados, el espíritu que ha presidido su formación, los intereses que han conducido o comprometido..." para su adecuada interpretación, en orden a evitar el uso de la fuerza en la resolución de conflictos,  parece seguirse del texto. Afirma, en la nota explicativa, que se trata de "la investigación de una desconocida: el verdadero sentido de los tratados y de los medios más adecuados para resolver las dificultades que pueden sobrevenir entre los pueblos", todo ello desde un punto de vista "criptorístico".
La clasificación de las ciencias noológicas de Ampère, y en general su contribución a la teoría de la ciencia, ha pasado inadvertida. En este sentido se ha entendido la Sinciménica como término con poca fortuna en las ciencias sociales, propuesto para designar a una disciplina, cuyo objeto sería estudiar las relaciones naturales y de carácter contractual entre los diferentes pueblos.
Cuanto atañe a los fundamentos de la convivencia de los diferentes pueblos en el seno de la Humanidad, es cuestión que deben resolver la Ética y la Psicología social. Por otra parte, la concreción histórica de aquellas relaciones y su estado actual, según la última fase de la Filosofía del Derecho, es objeto del Derecho internacional y de la Historia política. Ningún nuevo problema puede ofrecerse a la investigación humana respecto de solidaridad de los diferentes grupos nacionales. Sería, por tanto, una ciencia híbrida la sinciménica, que, disgregando las cuestiones, produciría la ilusión de un contenido científico que no existe más que en la denominación.